# ライデル・マルティネス
ライデル・マルティネス・ペレス（Raidel Martínez Perez、1996年10月11日 - ）は、キューバ・ピナール・デル・リオ州ピナール・デル・リオ出身のプロ野球選手（投手）。右投左打。読売ジャイアンツ所属。
2025年の推定年俸12億2000万円はロベルト・オスナの12億7000万円に次ぐNPB史上歴代2位。

## 経歴

### キューバ時代
2015年/2016年シーズンから、キューバ国内リーグ（セリエ・ナシオナル・デ・ベイスボル）のベゲーロス・デ・ピナール・デル・リオに所属しプレー。その後代表入りしたときに背番号92を与えられた。
2017年2月8日に発表された第4回WBCキューバ代表のメンバーに名を連ねた。

### 中日時代
2017年2月26日、レオナルド・ウルヘエスとともに中日ドラゴンズへの派遣が発表され、育成選手として契約した。背番号は211で、推定年俸は1000万円。同年、ウエスタン・リーグでは7試合に登板し、1勝2敗、防御率5.96という成績であった。

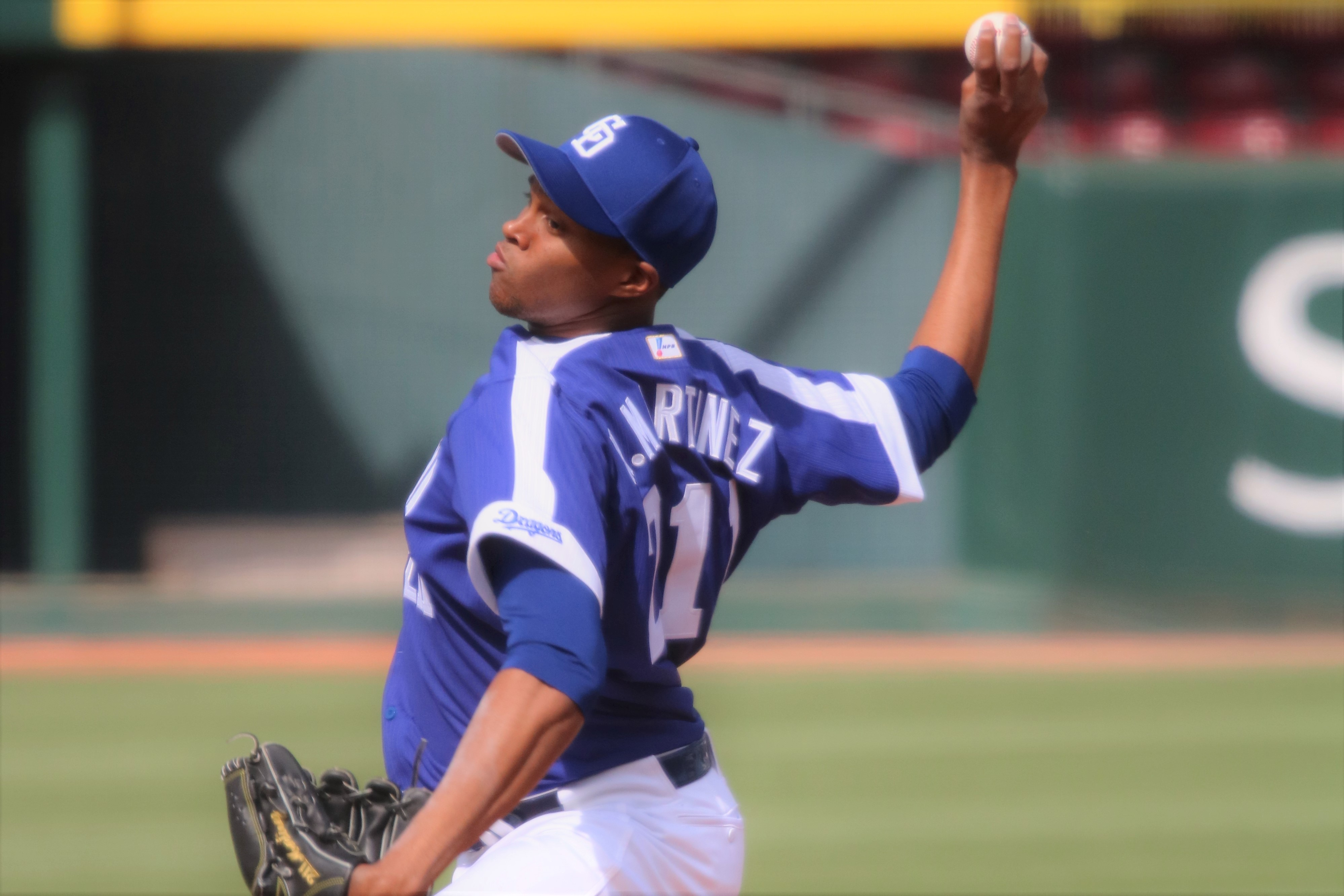
中日ドラゴンズ育成選手時代
（2018年4月13日 マツダスタジアム）

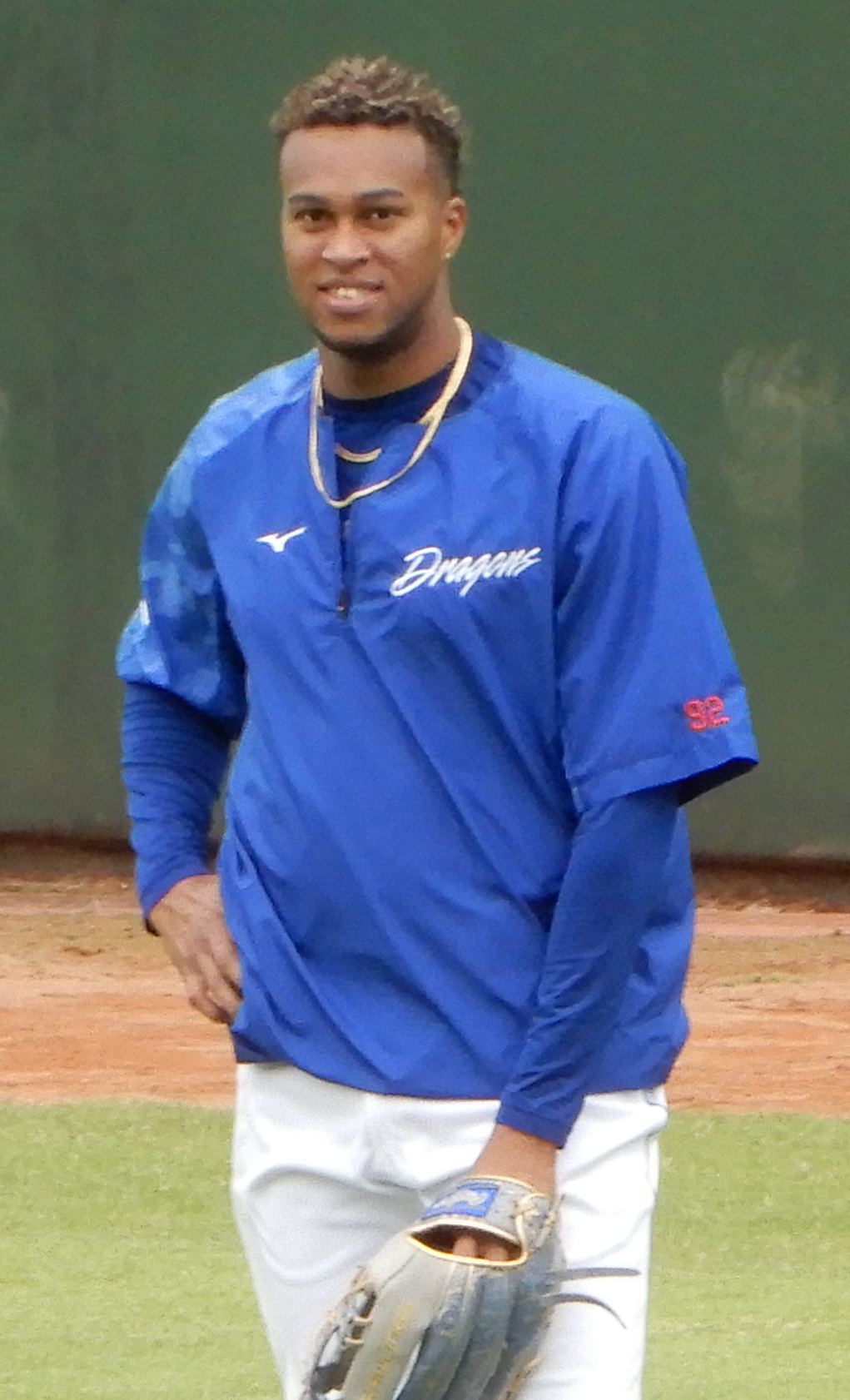
中日ドラゴンズ支配下選手時代
（2023年6月16日）

2018年4月19日、支配下選手登録となり、背番号は97となった。当初は先発起用が続いていたが、キューバ代表で抑えを務めていたこともあり、8月14日の横浜DeNAベイスターズ戦に来日初のクローザーとして1点リードの9回のマウンドに上がる。二死は取るものの、1イニングを投げ切れず、被安打2四死球2で押し出しの四球を与えたところで降板。後続も抑えられず、結果敗戦投手となった。
2019年4月2日にMLBとキューバ野球連盟（FCB）の連名で初めて発表された、亡命せずにMLBの球団と直接的に契約可能な選手のリストに名を連ねた。4月12日に一軍昇格し、中継ぎとして登板した。5月31日の対読売ジャイアンツ戦で不調の鈴木博志に代わり抑えを務め、6月11日、対オリックス・バファローズ戦で来日初セーブを挙げた。
2020年1月26日、新たに2年契約（総額1億2000万円）を結んだ。8月13日の対広島東洋カープ戦でジョエリー・ロドリゲスと並ぶ球団最速タイ記録の159km/hを記録。15日の対巨人戦において球団最速記録を更新する160km/hを記録した。8月21日の対DeNA戦ではナゴヤドーム初の160km/hを記録した。9月4日の対東京ヤクルトスワローズ戦では、NPB史上25人目（26度目）であり、球団では2013年7月9日に髙橋聡文が記録して以来2人目となる1イニング4奪三振を記録。同時に、史上初となる1回4奪三振でセーブを記録した。10月2日の対DeNA戦では、同年8月に記録した自己最速および球団最速記録をさらに塗り替える161km/hを記録した。17日の対広島カープ戦で24イニング連続奪三振のセ・リーグ新記録を樹立した。
2021年は抑えとして49試合に登板し、1勝4敗23セーブ、防御率2.06を記録。オフに推定年俸2億円の3年契約で残留し、翌年より背番号を92に変更することが発表された。
2022年は、3月31日のDeNA戦（バンテリンドーム ナゴヤ）で失点してから7月16日の阪神タイガース戦（阪神甲子園球場）で失点するまで球団歴代3位となる28試合連続無失点を記録。前半戦終了時点で32試合に登板し、2勝1敗21セーブ4ホールド、防御率0.57と圧倒的な成績を残した。監督推薦で初めてオールスターゲームに出場し、7月27日の第2戦に登板した。8月前半は調子を落とした時期もあったが、最終的にキャリアハイの56試合の登板で4勝3敗39セーブ5ホールド、防御率0.97という成績を残し、初めてセーブ王を獲得した。
2023年は1月26日に第5回ワールド・ベースボール・クラシック（WBC）のキューバ代表にチームメイトのジャリエル・ロドリゲスやフランク・アルバレスと共に選出された。シーズンでは同年5月6日の巨人戦（バンテリンドームナゴヤ）でNPB通算100セーブを達成。7月19日に開催されたオールスターゲーム（第1戦、バンテリンドームナゴヤ）には2年連続で出場を果たし、自己最速タイの球速161km/hを記録、1回を無失点に抑えた。3月31日のシーズン開幕から8月13日の広島戦（バンテリンドームナゴヤ）で自責点を記録するまでNPB記録歴代3位となる36試合自責点0を記録。2022年9月9日の巨人戦（東京ドーム）で自責点1を記録してから同日8月13日の広島戦（バンテリンドームナゴヤ）までNPB歴代2位タイとなる44試合連続自責点0も記録。シーズン終盤の9月16日に腰と臀部の痛みで登録抹消されて以降、同年シーズンの登板は無く、2年連続のセーブ王のタイトルは逃したが、最終的に48試合登板で3勝1敗32セーブ、防御率0.39の成績を修めた。
2024年は7月12日の阪神戦で3点リードの9回表に登板して三者凡退に抑え、プロ野球史上19人目、球団では岩瀬仁紀以来となる通算150セーブを達成した。外国人投手の150セーブは、クルーン、サファテ以来3人目であり、育成出身選手としては史上初の快挙であった。この年はキャリアハイとなる60試合に登板。自己最高の43セーブを挙げ、2年ぶり2度目となる最多セーブのタイトルを獲得した。オフにはWBSCプレミア12のキューバ代表に選出された。この年限りで3年契約が切れ、球団は残留交渉に尽力したものの、話がまとまらず、12月2日に自由契約選手として公示された。11月21日にキューバに帰国する際、空港で取材に応じ、「本当はドラゴンズを出たくないけど、今は戻ってこられるとは言い切れない」と涙ながらに語った。

### 巨人時代
2024年12月16日に読売ジャイアンツが獲得を発表した。推定4年総額50億円超の契約とみられる。NPB最高額の年俸となった。背番号は中日時代に引き続き92となった。2025年1月26日に入団会見が行われ、金髪だった髪を黒く染めて登場し、移籍を決めた理由について「競争力のあるチームに行きたい」「優勝の瞬間を経験したい」とした。また、「中継ぎだとしてもクローザーの時と同じように100％を出し切る。どんなポジションが与えられてもその役割を全うするだけです」と語り、前年に巨人の守護神を務めた大勢と争う気持ちも見せた。
開幕は守護神として迎え、3月28日のヤクルトとの開幕戦では、8回、9回で打線が5点差を追いついた後の延長10回表に登板し、8球で三者凡退に抑えた。10回裏に若林楽人がサヨナラ打を放ったことで勝利投手となり、1965年の金田正一以来60年ぶり、球団史上2人目の快挙となる、開幕戦で移籍後初登板初勝利を達成した。6月7日の東北楽天ゴールデンイーグルス戦にて9回に登板して無失点に抑え、球団では2012年に山口鉄也が記録した開幕からの連続無失点を25試合に更新した。6月29日のDeNA戦を無失点に抑え、開幕からの無失点記録を31試合に伸ばし、2016年に田島慎二が樹立したセ・リーグ記録に並んだ。しかしセ・リーグ新記録がかかった7月3日の阪神戦では同点の9回裏に登板するも無死満塁から豊田寛にサヨナラ犠飛を打たれて同年初失点・初敗戦を喫した。8月15日の阪神タイガース戦でNPB通算200セーブを達成。348試合目での達成は佐々木主浩の370試合を更新して、史上最速だった。

## 選手としての特徴・人物
193cmの長身から投げ下ろす最速161km/h、常時150km/h台後半を記録する重いストレートにナックルカーブ、チェンジアップ、スプリット、スライダーを投げる。変化球でも球速は140km/hを超える。
肩の可動域が非常に広く、試合前のグラウンドやプレー開始前のマウンド上で見せる、両腕を180度開いて背中側で肩を密着させるストレッチ運動のルーティンはファンの間でも注目を集めた。
愛称は「ライマル」や「ライデル」。また、2020年シーズンの、祖父江大輔、福敬登と自身とのリリーフトリオで構成する勝利の方程式は、ファンや選手からそれぞれの名前の一部を合わせて「大福丸」と呼ばれた。
2018年から2022年には中日に同姓のアリエル・マルティネスが所属していたため、区別のためライデルを「R.マルティネス」、アリエルを「A.マルティネス」と表記していた。アリエルは2022年12月に中日を離れたが、この間にフルネームで呼ばれることが多くなったため、表記はそのまま「R.マルティネス」が継続されている。
2020年に、MLBをはじめ、キューバ野球について情報を発信し続けている専門サイト『Cibercuba』 の独占インタビューにて「球団から放り出されるまで、日本でずっと投げきるつもりだよ」と語り、日本に対して深い愛着があることを窺わせた。
先述の通り、背番号92は自身が最初に代表入りした際に与えられた番号である。92番には初心を忘れない意味も込めて着用するという、強いこだわりをもつ。

## 詳細情報

### 年度別投手成績
| 年 度     | 球 団    | 登 板 | 先 発 | 完 投 | 完 封 | 無 四 球 | 勝 利 | 敗 戦 | セ 丨 ブ | ホ 丨 ル ド | 勝 率 | 打 者 | 投 球 回 | 被 安 打 | 被 本 塁 打 | 与 四 球 | 敬 遠 | 与 死 球 | 奪 三 振 | 暴 投 | ボ 丨 ク | 失 点 | 自 責 点 | 防 御 率 | W H I P |
| --------- | -------- | ----- | ----- | ----- | ----- | -------- | ----- | ----- | -------- | ----------- | ----- | ----- | -------- | -------- | ----------- | -------- | ----- | -------- | -------- | ----- | -------- | ----- | -------- | -------- | ------- |
| 2015-2016 | PRI      | 13    | 3     | -     | 0     | 0        | 0     | 2     | 0        | -           | .000  | 152   | 34.1     | 44       | 4           | 11       | 1     | 0        | 16       | 1     | 0        | 20    | 17       | 4.46     | 1.60    |
| 2016-2017 | CAV/PRI  | 21    | 11    | -     | 0     | 0        | 7     | 3     | 3        | -           | .700  | 366   | 85.2     | 85       | 5           | 27       | 8     | 5        | 47       | 2     | 1        | 31    | 20       | 2.10     | 1.31    |
| 2017-2018 | PRI      | 8     | 0     | -     | 0     | 0        | 0     | 3     | 2        | -           | .000  | 61    | 14.2     | 10       | 0           | 6        | 2     | 2        | 11       | 0     | -        | 8     | 5        | 3.07     | 1.09    |
| 2018      | 中日     | 7     | 4     | 0     | 0     | 0        | 1     | 3     | 0        | 0           | .250  | 99    | 21.2     | 28       | 4           | 8        | 0     | 1        | 14       | 0     | 0        | 16    | 16       | 6.65     | 1.66    |
| 2019      | 中日     | 43    | 0     | 0     | 0     | 0        | 1     | 4     | 8        | 14          | .200  | 171   | 40.2     | 34       | 2           | 14       | 1     | 2        | 48       | 1     | 0        | 13    | 12       | 2.66     | 1.18    |
| 2020      | 中日     | 40    | 0     | 0     | 0     | 0        | 2     | 0     | 21       | 7           | 1.000 | 155   | 40.0     | 24       | 2           | 12       | 1     | 1        | 49       | 2     | 0        | 5     | 5        | 1.13     | 0.90    |
| 2021      | 中日     | 49    | 0     | 0     | 0     | 0        | 1     | 4     | 23       | 0           | .200  | 178   | 48.0     | 26       | 1           | 10       | 1     | 1        | 59       | 1     | 1        | 11    | 11       | 2.06     | 0.75    |
| 2022      | 中日     | 56    | 0     | 0     | 0     | 0        | 4     | 3     | 39       | 5           | .571  | 213   | 55.2     | 30       | 2           | 12       | 2     | 4        | 62       | 0     | 0        | 6     | 6        | 0.97     | 0.75    |
| 2023      | 中日     | 48    | 0     | 0     | 0     | 0        | 3     | 1     | 32       | 9           | .750  | 173   | 46.2     | 31       | 1           | 4        | 0     | 0        | 62       | 0     | 0        | 4     | 2        | 0.39     | 0.75    |
| 2024      | 中日     | 60    | 0     | 0     | 0     | 0        | 2     | 3     | 43       | 7           | .400  | 217   | 58.0     | 35       | 1           | 12       | 2     | 2        | 59       | 0     | 1        | 8     | 7        | 1.09     | 0.81    |
| CNS：3年  | CNS：3年 | 42    | 14    | -     | 0     | 0        | 7     | 8     | 5        | -           | .467  | 579   | 134.9    | 139      | 9           | 44       | 11    | 7        | 74       | 3     | *1       | 59    | 42       | 3.94     | 1.36    |
| NPB：7年  | NPB：7年 | 303   | 4     | 0     | 0     | 0        | 14    | 18    | 166      | 42          | .438  | 1206  | 310.2    | 208      | 13          | 72       | 7     | 11       | 353      | 4     | 2        | 63    | 59       | 1.71     | 0.90    |

- 「-」は記録なし
- 通算成績の「*数字」は、不明年度があることを示す
- 2024年度シーズン終了時
- 各年度の太字はリーグ最高

### WBCでの投手成績
| 年 度 | 代 表    | 登 板 | 先 発 | 勝 利 | 敗 戦 | セ \| ブ | 打 者 | 投 球 回 | 被 安 打 | 被 本 塁 打 | 与 四 球 | 敬 遠 | 与 死 球 | 奪 三 振 | 暴 投 | ボ \| ク | 失 点 | 自 責 点 | 防 御 率 |
| ----- | -------- | ----- | ----- | ----- | ----- | -------- | ----- | -------- | -------- | ----------- | -------- | ----- | -------- | -------- | ----- | -------- | ----- | -------- | -------- |
| 2017  | キューバ | 1     | 0     | 0     | 0     | 0        | 4     | 0.1      | 2        | 0           | 1        | 0     | 0        | 0        | 0     | 0        | 1     | 1        | 27.00    |
| 2023  | キューバ | 3     | 0     | 0     | 1     | 1        | 15    | 4.0      | 3        | 0           | 0        | 0     | 0        | 4        | 0     | 0        | 3     | 2        | 4.50     |

### WBSCプレミア12での投手成績
| 年 度 | 代 表    | 登 板 | 先 発 | 勝 利 | 敗 戦 | セ \| ブ | 打 者 | 投 球 回 | 被 安 打 | 被 本 塁 打 | 与 四 球 | 敬 遠 | 与 死 球 | 奪 三 振 | 暴 投 | ボ \| ク | 失 点 | 自 責 点 | 防 御 率 |
| ----- | -------- | ----- | ----- | ----- | ----- | -------- | ----- | -------- | -------- | ----------- | -------- | ----- | -------- | -------- | ----- | -------- | ----- | -------- | -------- |
| 2019  | キューバ | 1     | 0     | 0     | 0     | 0        | 6     | 1.0      | 1        | 0           | 2        | 0     | 0        | 3        | 0     | 0        | 0     | 0        | 0.00     |

### 年度別守備成績
| 年 度 | 球 団 | 投手  | 投手  | 投手  | 投手  | 投手  | 投手     |
| 年 度 | 球 団 | 試 合 | 刺 殺 | 補 殺 | 失 策 | 併 殺 | 守 備 率 |
| ----- | ----- | ----- | ----- | ----- | ----- | ----- | -------- |
| 2018  | 中日  | 7     | 2     | 0     | 0     | 0     | 1.000    |
| 2019  | 中日  | 43    | 5     | 6     | 0     | 1     | 1.000    |
| 2020  | 中日  | 40    | 0     | 4     | 1     | 0     | .800     |
| 2021  | 中日  | 49    | 3     | 10    | 0     | 1     | 1.000    |
| 2022  | 中日  | 56    | 6     | 9     | 1     | 1     | .938     |
| 2023  | 中日  | 48    | 3     | 6     | 0     | 0     | 1.000    |
| 2024  | 中日  | 60    | 2     | 10    | 0     | 0     | 1.000    |
| 通算  | 通算  | 303   | 18    | 45    | 2     | 3     | .969     |

- 2024年度シーズン終了時

### タイトル
- 最多セーブ投手：2回（2022年[30][29]、2024年）

### 表彰
- ドラゴンズクラウン賞：最優秀選手賞1回（2022年[65]）、優秀選手賞1回（2020年[66]）
- 月間MVP：1回（投手部門：2024年3・4月[67]）

### 記録

#### NPB
初記録
投手記録
- 初登板・初先発登板：2018年5月6日、対阪神タイガース8回戦（阪神甲子園球場）、5回2失点で敗戦投手
- 初奪三振：同上、1回裏に鳥谷敬から空振り三振
- 初勝利・初先発勝利：2018年5月15日、対広島東洋カープ7回戦（ナゴヤドーム）、5回0/3 4失点
- 初ホールド：2019年4月17日、対横浜DeNAベイスターズ5回戦（ナゴヤドーム）、7回裏に3番手で救援登板、1回無失点
- 初セーブ：2019年6月11日、対オリックス・バファローズ1回戦（京セラドーム）、9回裏に5番手で救援登板、1回無失点・完了

打撃記録
- 初打席：2018年5月6日、対阪神タイガース8回戦（阪神甲子園球場）、2回表に岩貞祐太から見逃し三振
- 初安打：2018年6月5日、対千葉ロッテマリーンズ1回戦（ナゴヤドーム）、5回裏に石川歩から左越安打

節目の記録
- 100セーブ：2023年5月6日、対読売ジャイアンツ8回戦（バンテリンドームナゴヤ）、9回表に4番手で救援登板・完了、1回無失点 ※史上35人目[32]
- 150セーブ：2024年7月12日、対阪神タイガース13回戦（バンテリンドームナゴヤ）、9回表に2番手で救援登板・完了、1回無失点 ※史上19人目、外国人投手としては史上3人目[68][注 2]。
- 200セーブ：2025年8月15日、対阪神タイガース19回戦（東京ドーム）、9回裏に6番手で救援登板・完了、1回無失点 ※史上11人目、外国人投手としては史上2人目、通算348試合での達成は最速記録[69]

その他の記録
- 1イニング4奪三振：2020年9月4日、対東京ヤクルトスワローズ13回戦（明治神宮野球場）、9回裏に村上宗隆、塩見泰隆（振り逃げ）、アルシデス・エスコバー、廣岡大志から ※史上25人目（26度目）、1回4奪三振でセーブを記録するのは史上初
- 35イニング連続奪三振：2020年8月9日 - 2021年5月9日 ※セ・リーグ記録、歴代2位
  - シーズン24イニング連続奪三振：2020年8月9日 - 同年10月17日
- オールスターゲーム出場：3回（2022年、2023年、2024年）[26][27][33]
- 全球団からセーブ：2025年4月2日、対中日ドラゴンズ2回戦（バンテリンドーム ナゴヤ）、9回裏に2番手として救援登板・完了、1回無失点 ※史上6人目[70]
- チーム51試合目で20セーブ到達：2025年5月30日、対中日ドラゴンズ9回戦（バンテリンドーム ナゴヤ）、9回裏に4番手で救援登板・完了、1回無失点 ※史上最速タイ[71][72]
- 6年連続20セーブ：2020年 - 2025年 ※外国人投手史上最長タイ[71]
- 開幕から31試合連続無失点：2025年 ※セ・リーグタイ記録、読売球団記録[53]

### 背番号
- 211（2017年[7] - 2018年4月18日）
- 97（2018年4月19日[9] - 2021年）
- 92（2022年[21][47] - ）

### 登場曲
- 「Me Kemaste」El Taiger（2018年 - 2019年）[73][74]
- 「A Correr Los Lakers」El Alfa（2020年 - ）[75][76][77]

### 代表歴
- 2017 ワールド・ベースボール・クラシック・キューバ代表
- 2019 WBSCプレミア12 キューバ代表
- 2023 ワールド・ベースボール・クラシック・キューバ代表